# Luftbildfotografie

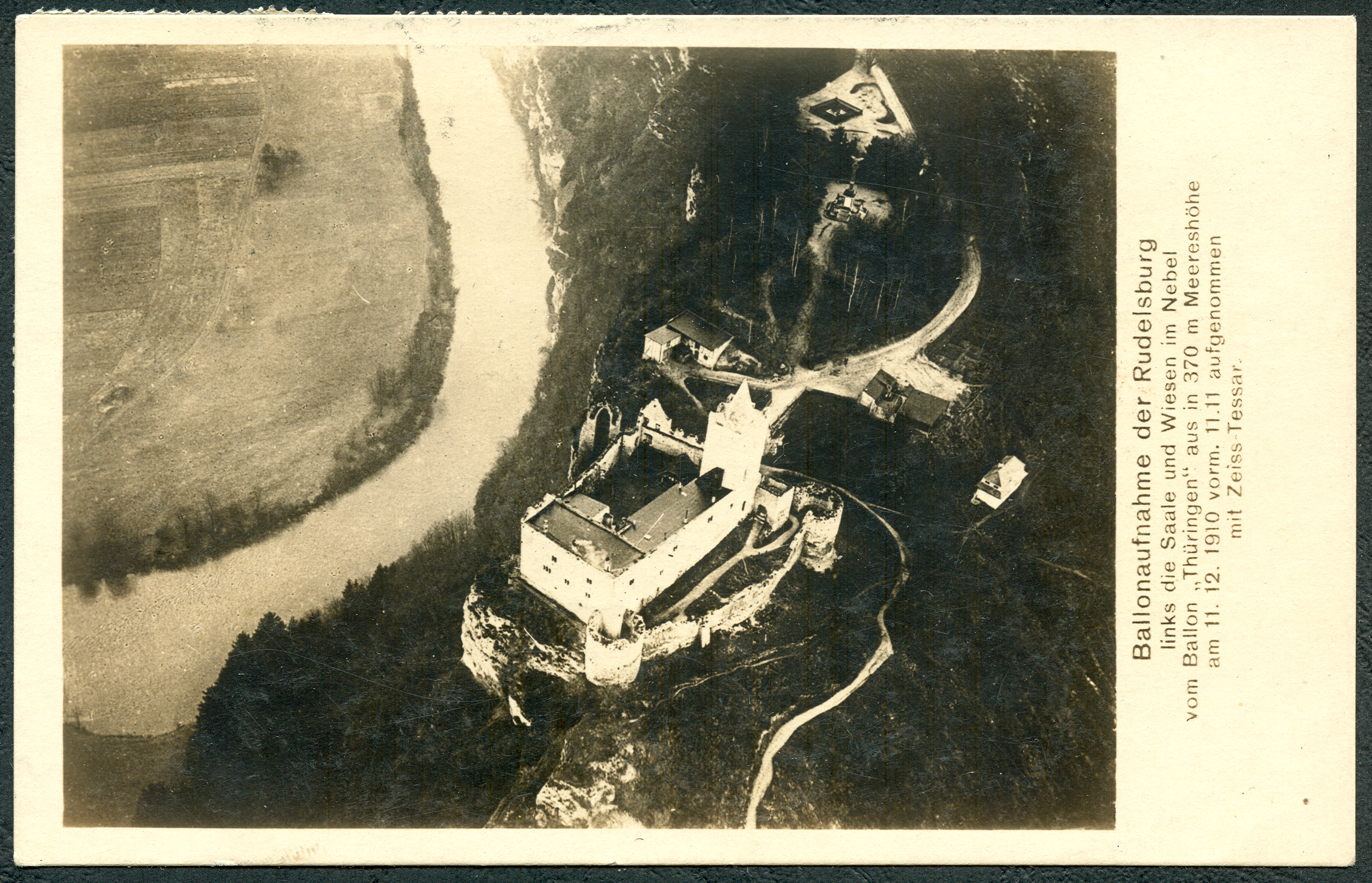
Luftbildaufnahme von 1910

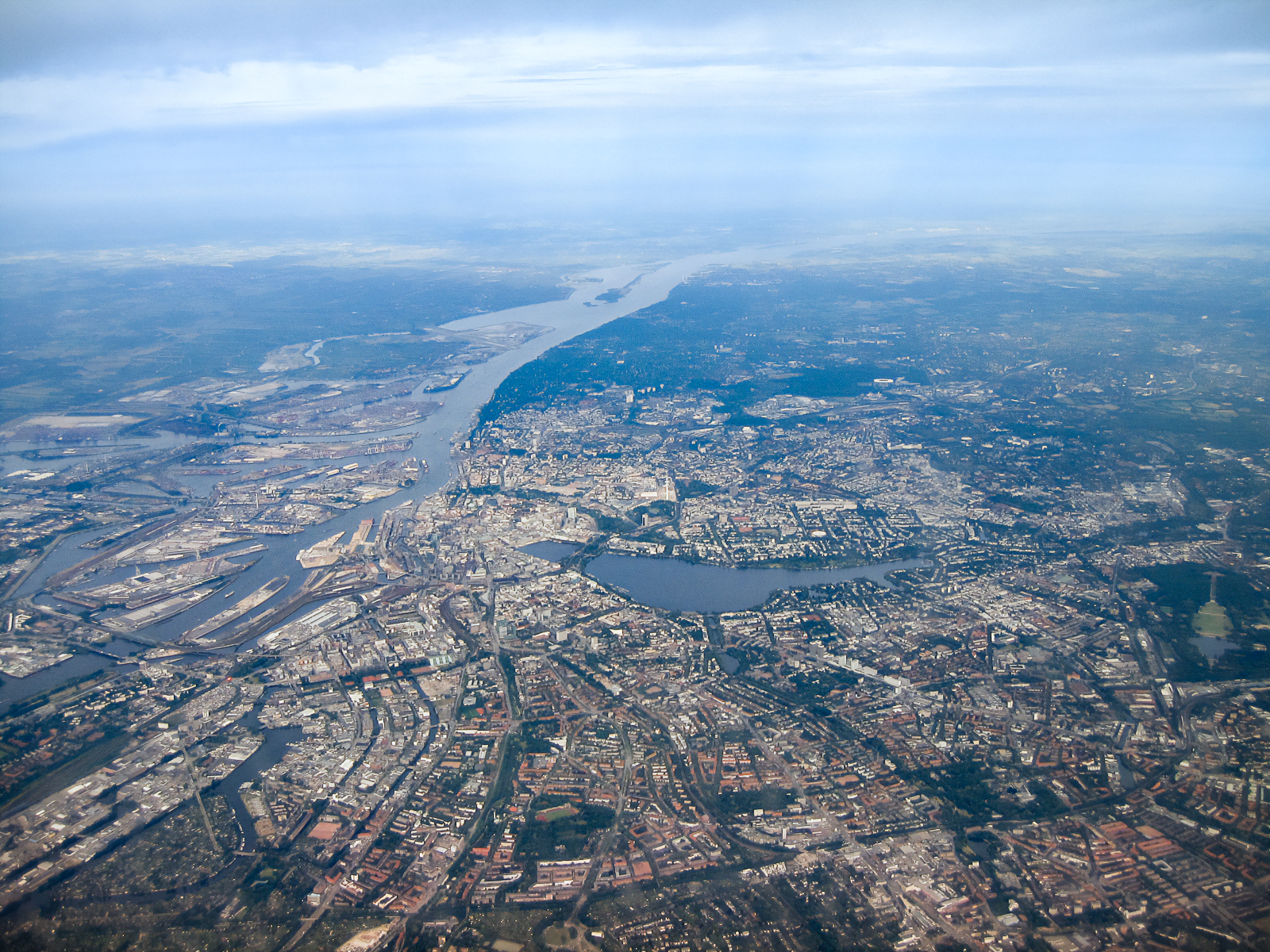
Modernes Luftbild von Hamburg von 2005

Kamera und Navigation Sight im Flugzeug der Eidgenössischen Landestopographie 1971

Als Luftbildfotografie (auch Luftfotografie) wird ein fotografisches Genre bezeichnet, bei dem fotografische Abbildungen eines Gebietes aus der Vogelperspektive, das heißt aus Luftfahrzeugen heraus angefertigt werden. Die Branche, die sich mit dem Anfertigen von Luftbildern beschäftigt, nennt man Luftbildwesen, die Resultate Luftbilder oder Luftaufnahmen und deren Auswertung speziell in der Geodäsie Luftbildmessung oder Aerophotogrammetrie. Frühe Aufnahmen entstanden von Ballons (frei oder gefesselt, bemannt und unbemannt), (gefesselten) Drachen, Zeppelinen und Raketen aus sowie durch Brieftauben, bis sich die besser steuerbaren Flugzeuge für diese Zwecke durchsetzten.
Thematisch verwandte Genres sind die Orbitalfotografie, die Erstellung von Satelliten- und Drohnenaufnahmen sowie die Astrofotografie.

## Geschichte

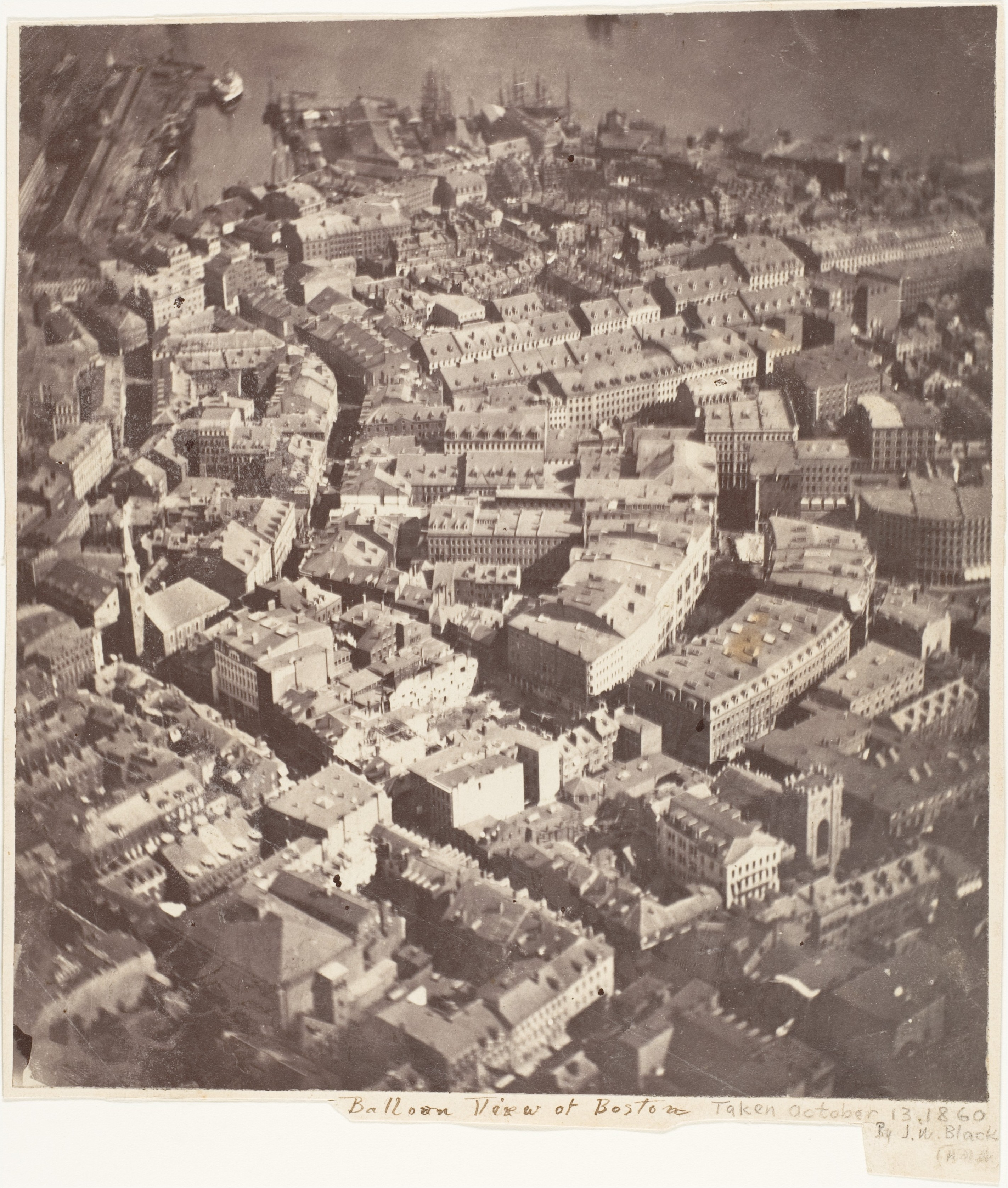
Luftaufnahme von Boston von James Wallace Black, am 13. Oktober 1860

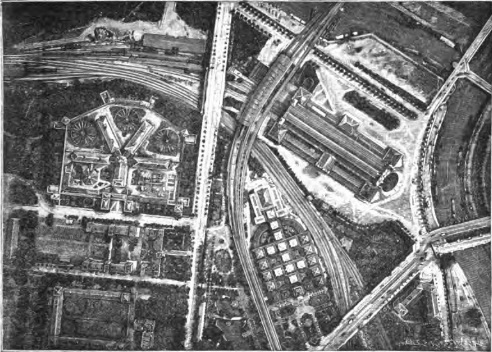
Luftbild Berlins mit der westlichen Invalidenstraße und dem Lehrter Bahnhof, Juli 1886 (H. v. Hagen)

### Frühe Entwicklung
1855 ließ sich der französische Fotograf Nadar die Idee der Erstellung einer Aufnahme von einem Fesselballon aus patentieren, zu welcher ihn der Offizier Aimé Laussedat inspiriert haben soll. Drei Jahre später glückte Nadar die erste Aufnahme. Er präparierte hierfür zuerst am Boden eine Kollodium-Nassplatte, stieg damit im Ballon auf, erstellte die Aufnahme und entwickelte die Platte unmittelbar darauf am Boden. Dieses wenig praktikable Verfahren verhinderte eine Ausweitung der Luftbildfotografie zu dieser Zeit, so dass nur vereinzelt Aufnahmen überliefert sind, wie beispielsweise „Boston, as the Eagle and the Wild Goose See It“, erstellt 1860 von James Wallace Black. Erst mit der Einführung der Trockenplatten in den 1870er Jahren, die auf Vorrat präpariert werden konnten, empfindlicher waren und nicht unmittelbar nach der Aufnahme entwickelt werden mussten, vereinfachte sich das Verfahren.
Die Mitglieder des 1881 gegründeten Deutschen Vereins zur Förderung der Luftschiffahrt in Berlin führten ab 1884 wissenschaftliche Unternehmungen mit einem Ballon durch, den ihnen der Berliner Luftschiffer Richard Opitz zur Verfügung gestellt hatte. Noch im gleichen Jahr erstellten die Mitglieder Georg von Tschudi und Paul Jeserich erste Fotografien während ihrer Fahrten, die jedoch nicht erhalten sind. Überliefert sind Luftbilder aus dem Jahre 1886 von Hugo vom Hagen, der ebenfalls Mitglied des Vereins war, und die Berlin von oben zeigen.

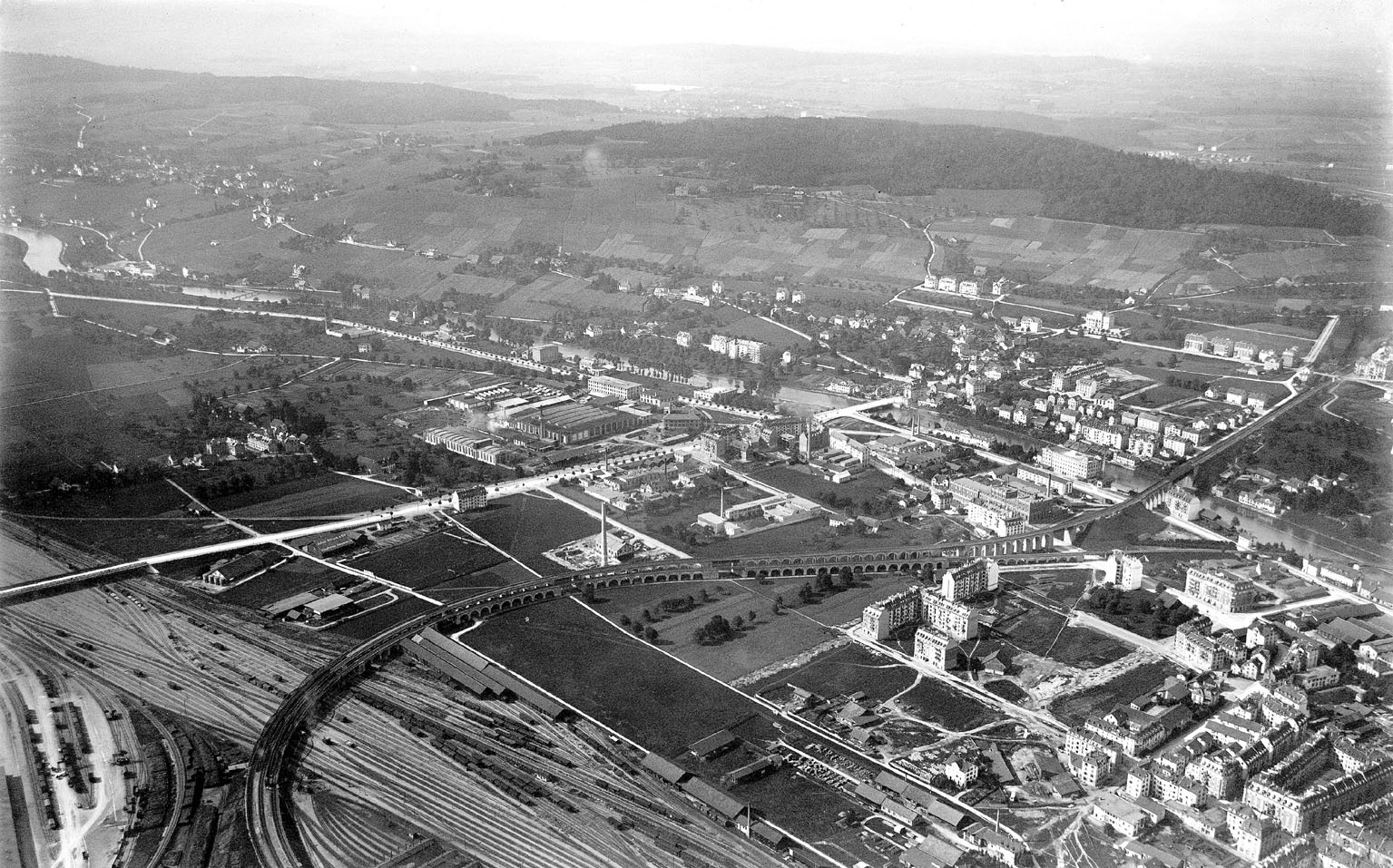
Zürich West, von Eduard Spelterini 1898 fotografiert

Innerhalb von wenigen Jahren entwickelte sich der Verein zur Förderung der Luftschiffahrt zum Zentrum der Luftbildfotografie, deren Mitglieder das neue Genre auch in andere Städte verbreiteten. So gründete Hans Bartsch von Sigsfeld nach seinem Weggang aus Berlin 1889 den Münchener Verein für Luftschiffahrt und Hermann Moedebeck 1896 den Oberrheinischen Verein für Luftschiffahrt und so weiter.
In ganz Europa hatte sich der 1877 zum Luftschiffer brevetierte Eduard Spelterini Passagier-Ballonfahrten angeboten, spätestens ab 1895 erstellte er vor allem bis zum Ersten Weltkrieg auch Luftaufnahmen mittels Lumiere-Glasplatten.

Bis 1909 hatte sich die Zahl der Ballonfahrtvereine im Deutschen Kaiserreich auf 39 erhöht, die mit Fotografie-Preisausschreiben die Luftbilderstellung zu befördern versuchten. Im gleichen Jahr fand in Frankfurt am Main erstmals die Internationale Luftschiffahrt-Ausstellung statt, auf der unter anderem Luftbilder, aber auch die noch jungen Flugzeuge einem großen Publikum präsentiert wurden. 

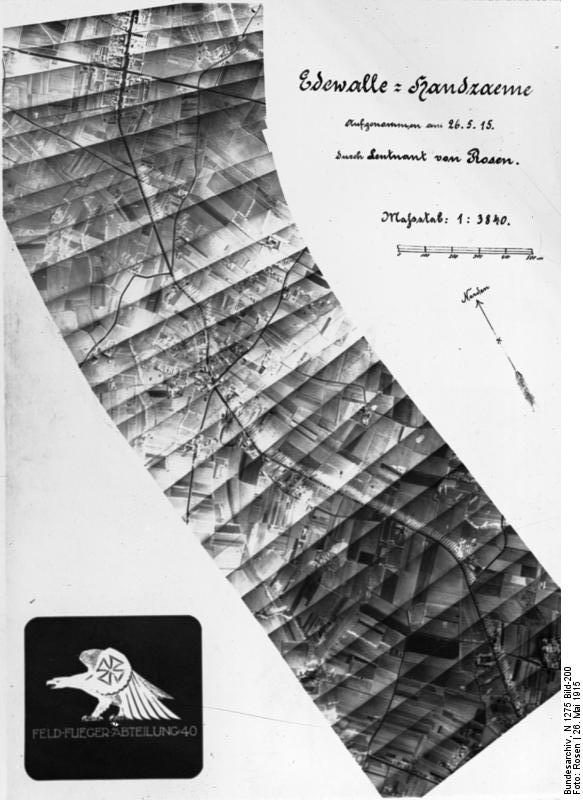
Bildplan von Edewalle-Handzaeme, von Messter auf der Basis von Fotografien vom 26. Mai 1915 erstellt

Im Ersten Weltkrieg setzten sich diese gegen die behäbigere Konkurrenz der Ballone und Zeppeline durch und avancierten infolge des Stellungskrieges zum wichtigsten Aufklärungshilfsmittel.
1915 konstruierte hierfür der Filmpionier Oskar Messter eine Reihenbildkamera, deren Bilder zusammengefügt einen Luftbildplan ergaben. Während die Luftbildfotografie bis dahin größtenteils durch wissenschaftliche und kartografische Bestrebungen vorangetrieben wurde, war sie nun auch im militärischen Bereich angekommen.

### Etablierung des Luftbildwesens in der Zwischenkriegszeit
Mit Kriegsende wurden tausende Piloten und Beobachter arbeitslos. Um diese Situation zu verbessern, warb August Euler, Leiter des neugegründeten Reichsluftamtes, Anfang 1919 für die zivilen Anwendungen der Fliegerei, darunter auch das Luftbildwesen. Innerhalb weniger Jahre wurden private Firmen gegründet, etwa die Berliner Luftphoto-Verlagsgesellschaft, oftmals in Kooperation mit der optischen Industrie.
So etablierte schon 1919 die erste deutsche Luftverkehrsgesellschaft, die Berliner Deutsche Luft-Reederei, eine Luftbildabteilung, aus der später die Hansa Luftbild (HLB) hervorging. Zeitgleich entstand ebenfalls in Berlin die Luftbild GmbH, die später in Photogrammetre GmbH in München umfirmierte. In Breslau bildete sich 1924 die Aerokartographische Institut AG. Auch der Industrielle Hugo Junkers richtete in Dessau eine entsprechende Abteilung ein, die ab 1924 als Junkers Luftbild-Zentrale zum größten Konkurrenten der Hansa Luftbild avancierte.
In der Schweiz wurde in diesem Bereich der Fotograf Walter Mittelholzer, auch er ein erfahrener Luftaufklärer aus dem Krieg, aktiv. Zunächst erstellte er Luftbilder, welche er den zum Beispiel darauf zu sehenden Fabriken verkaufen wollte. Später erlangte er Bekanntheit durch seine Bücher mit Luftbildern und seine Reisen, die mehrfach nach Afrika, aber auch nach Persien oder nach Spitzbergen führten. Im Jahr 1931 wurde am 30. Juni die Ad Astra Photo AG im Handelsregister des Kantons Zürich eingetragen. 1934 wurde die Firma in Swissiar Photo umbenannt, entsprechend der Umbenennung der Fluggesellschaft.
Das nationalsozialistische Regime, welches dem Luftbild einen hohen Stellenwert einräumte, veranlasste, dass die drei deutschen Firmen zum 1. Januar 1934 in der Hansa Luftbild aufgingen. Dadurch wurde der kommerzielle Luftbildsektor zentralisiert und ließ sich so besser kontrollieren. Parallel existierten aber noch kleinere, größtenteils nur regional tätige Firmen oder Einzelpersonen, die Luftaufnahmen erstellten. Bekanntestes Beispiel war der Unternehmer Paul Strähle.
Auch wenn zahlreiche Versuche in dieser Zeit stattfanden, das Luftbild für mehr Anwendungen zu erschließen, so blieb man doch größtenteils der kartografischen Verwertung verhaftet. Eines der wichtigsten Projekte war hierbei die Topografische Karte des Deutschen Reiches im Maßstab 1:25000, deren Entstehung subventioniert wurde und von der zahlreiche Blätter aus der Zeit von 1928 bis 1944 erhalten sind. Als Basis schuf man dafür das Luftbildplanwerk, das an das System der Messtischblätter angeglichen und dessen Entstehung aufgrund eines Luftbilderlasses des Reichsministers der Luftfahrt vom September 1933 forciert wurde. Bis 1939 konnten aber trotzdem nur rund 600 Blätter hergestellt werden, was gegenüber der erforderlichen Aktualisierung von über 130.000 Karten des Deutschen Reiches kaum ins Gewicht fiel.
Die von Talbert Abrams entwickelte Abrams P-1 Explorer, die 1937 ihren Erstflug hatte, war das erste Flugzeug der Welt, das speziell für die Luftbildfotografie vorgesehen war.

### Luftbildwesen nach 1945
Nach dem Zweiten Weltkrieg, in dem das Luftbild der militärischen Aufklärung diente, wurden die Vorkriegsbestrebungen in Wirtschaft und Wissenschaft ausgeweitet und neue Auswertemethodiken entwickelt. 
In der Schweiz flogen in den 1970er-Jahren zwei Bundesämter mit Veressungsflugzeugen, einerseits die Landestopographie, andererseits die Landesvermessung. Die Flugzeuge benutzten dabei ein „Standard“ genanntes Negativformat von 23 × 23 Zentimetern, oder zuvor auch eine Kamera von Wild mit quadratischem Format von 18 Zentimetern.
In der Zwischenzeit kamen neue Genre wie die Satellitenbilder und später Drohnenaufnahmen hinzu.
Bei der Rezeption der Aufnahmen rückte zunehmend auch der ästhetische Wert in das Blickfeld, wie bei den Arbeiten von Georg Gerster oder Yann Arthus-Bertrand. Von herausragender Bedeutung in Deutschland entwickelte sich hier die ZDF-Reihe Deutschland von oben. Eine große Bedeutung fällt heutzutage auch der großflächigen Verfügbarkeit von kostenlosen Kartendaten zu, etwa durch Google Earth oder Windows Live Local von Microsoft (seit 2009 „Bing Maps“).

## Aufnahmewinkel

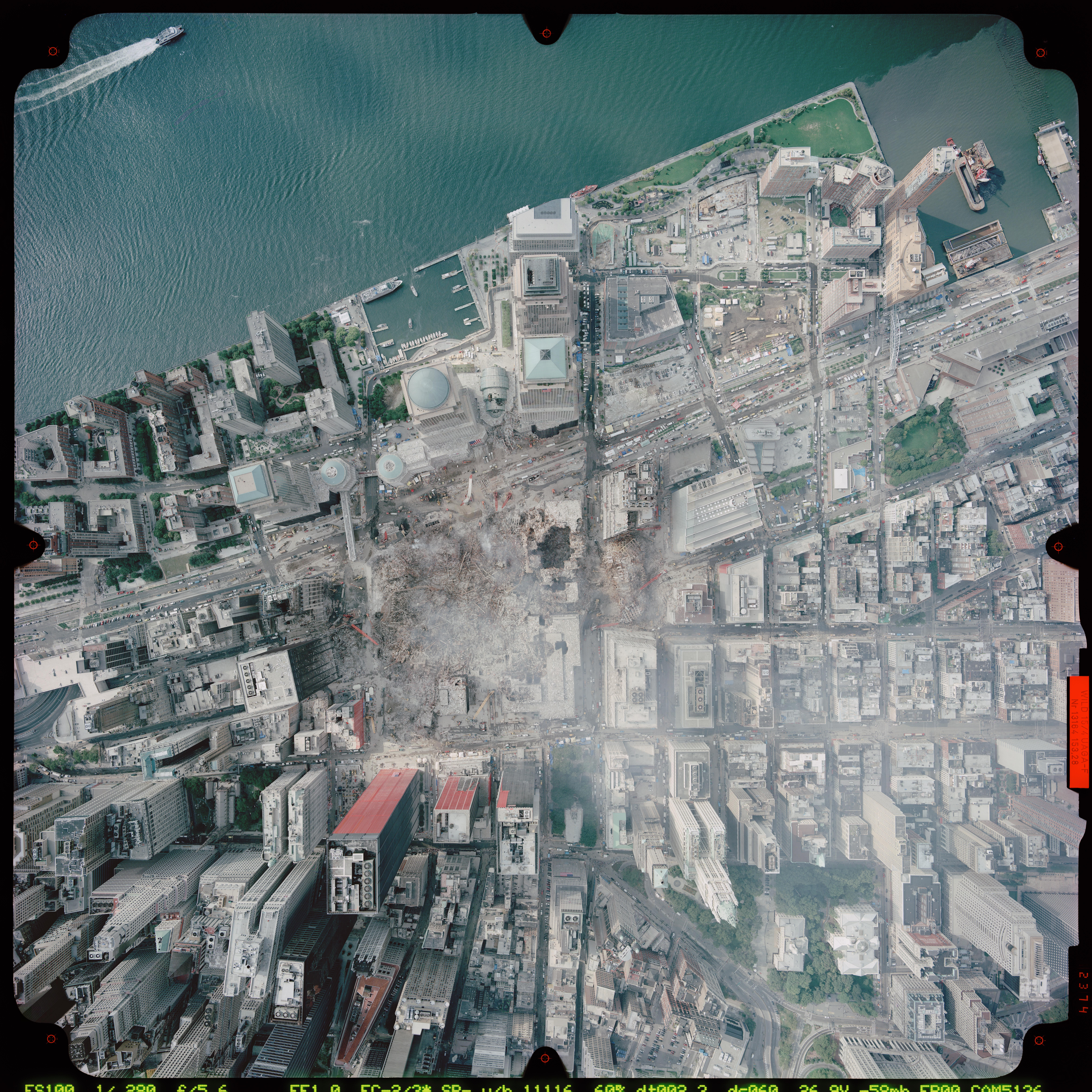
Gescanntes Analog-Senkrechtbild vom Ground Zero. Zu erkennen sind am Rand die eingeblendeten Rahmenmarken und Zusatzinformationen sowie eine starke radiale Verzerrung von der Bildmitte nach außen

### Schrägbilder
Schrägbilder (engl. oblique imagery) oder Geneigtaufnahmen eignen sich aufgrund der uns gewohnten Sichtweise zur Illustration von Publikationen, aber auch wegen ihrer großen Übersicht zur Fernerkundung. Aus mehreren Aufnahmen können mittels Photogrammetrie auch dreidimensionale Ansichten erzeugt werden, beispielsweise für Stadtpläne, Geländemodelle oder Computerspiele. Bei einer Geneigtaufnahme von 5 bis 15° Neigung der Kameraachse (bzw. Bildmitte–Linsenmitte bei verschobenem Objektiv) gegenüber dem Lot spricht man von einer Steilaufnahme, bei 15 bis 60° von einem Schrägbild und darüber hinaus bis 90° von einem Flachbild, wobei dieses meist auch den Horizont zeigt.

### Senkrechtbilder
Georeferenzierte Senkrechtbilder vom Flugzeug oder Satelliten aus werden für die Kartografie herangezogen. Im Idealfall handelt es sich um Nadiraufnahmen, bei denen das einfallende Licht lotrecht in die Kamera gelangt. In der Praxis muss man allerdings mit einer Abweichung von ca. 1 bis 4° rechnen. Zur Stereoskopie und für quantitative Auswertungen (Höheneinmessung, Kartierung) werden heute ausschließlich Senkrechtaufnahmen verwendet.

## Beispiele

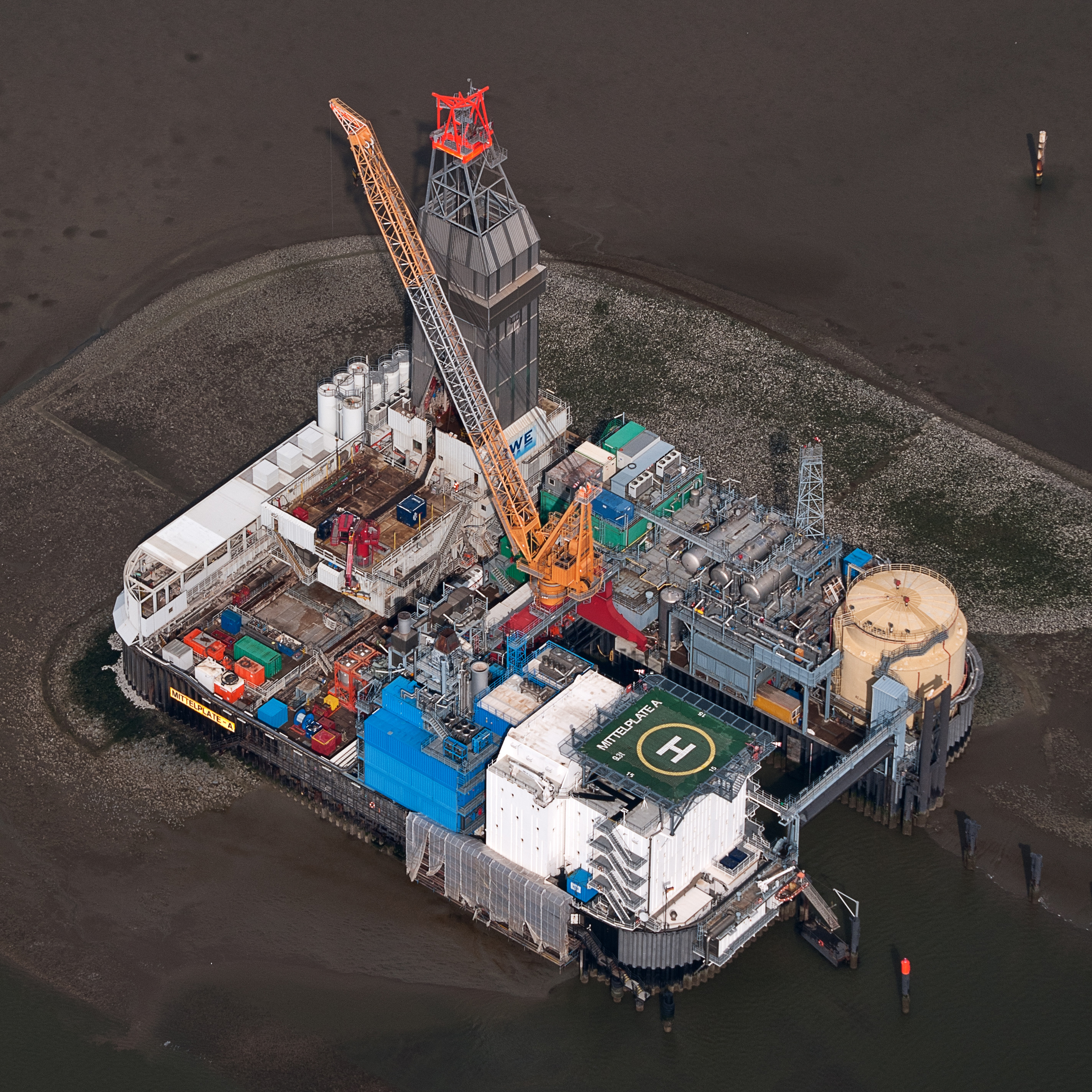
Bohrinsel Mittelplate in der Nordsee, Schrägaufnahme aus 500 m Höhe
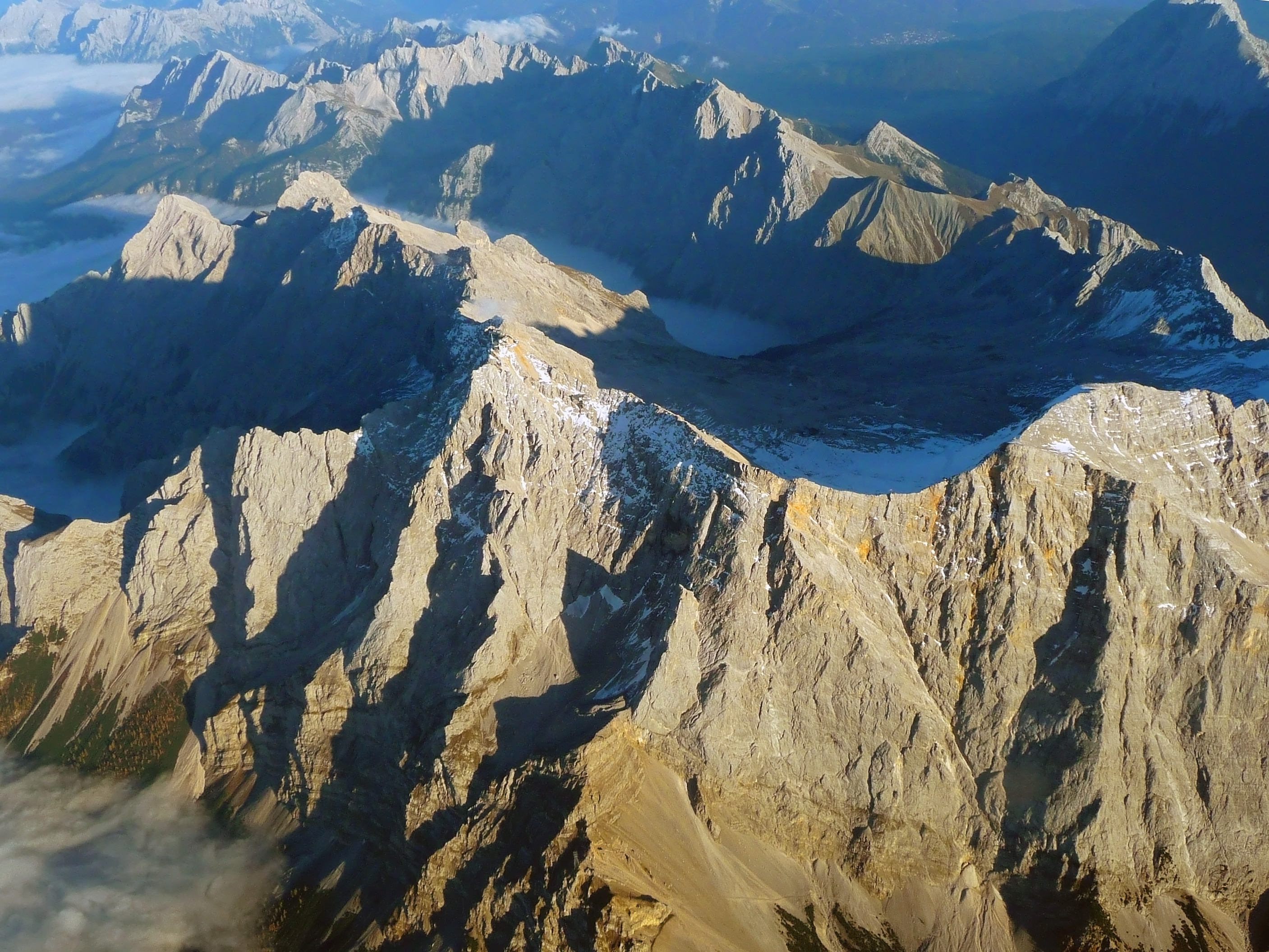
Zugspitze schräg von oben
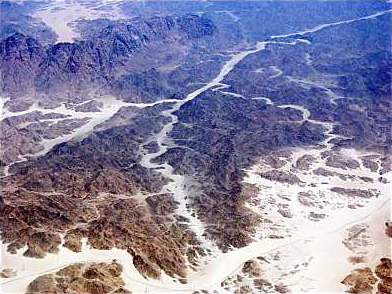
Luftbild der Sahara
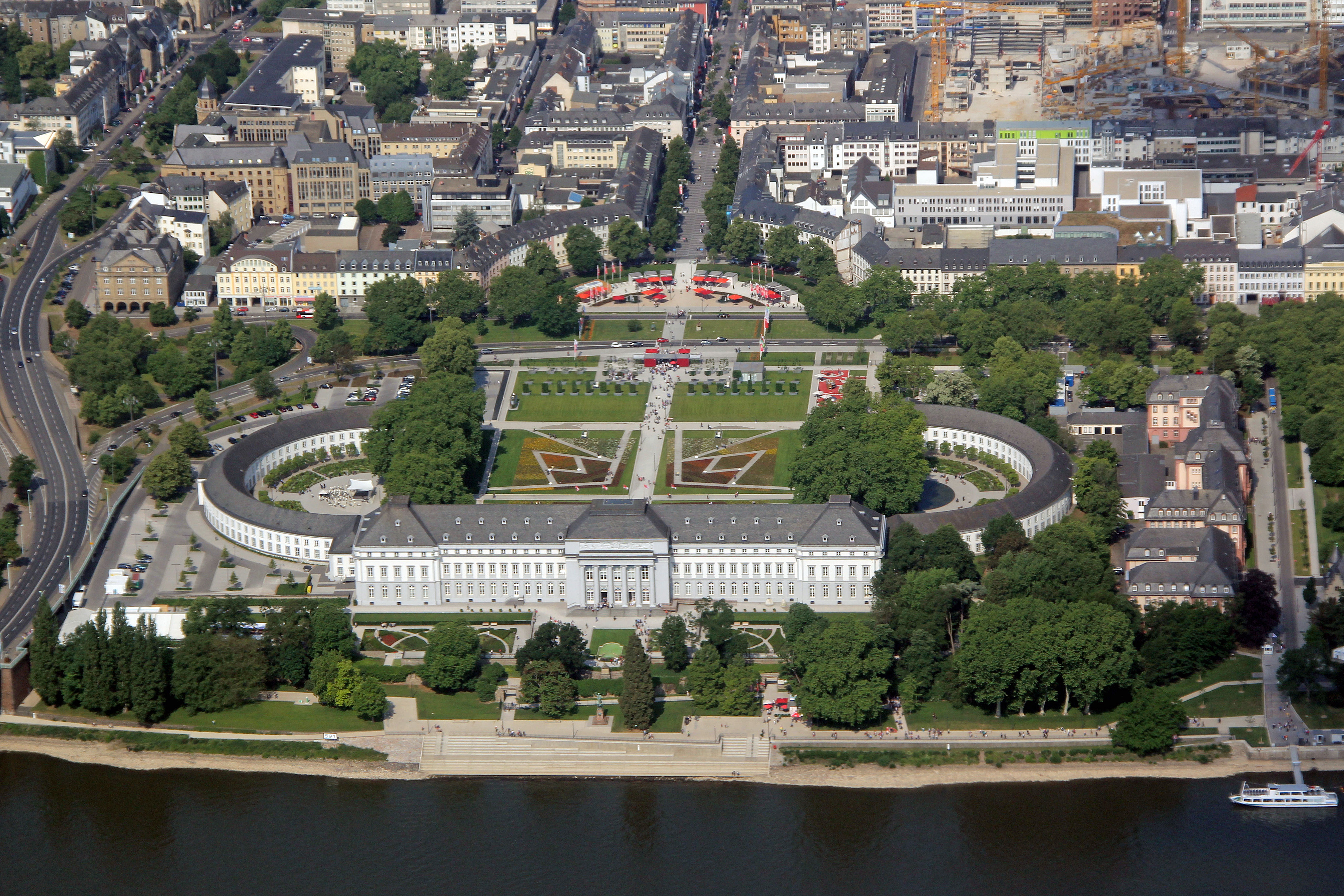
Luftbild des Kurfürstlichen Schlosses in Koblenz während der Bundesgartenschau 2011
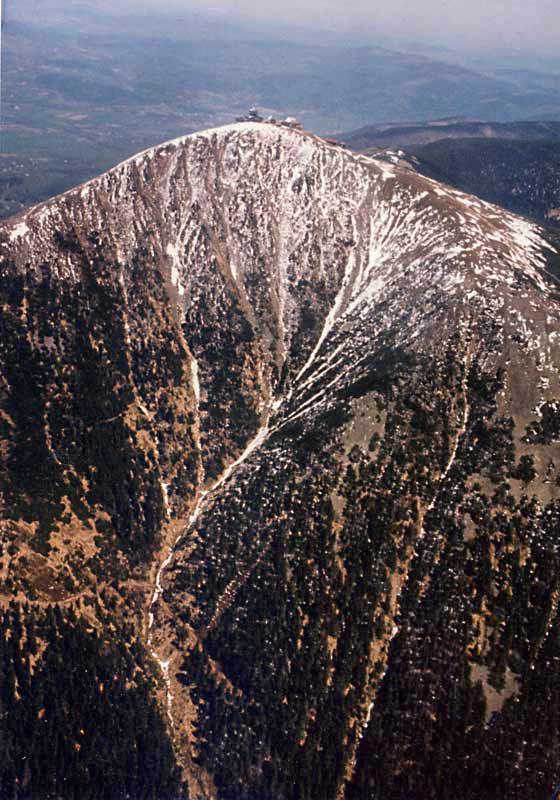
Luftbild der Schneekoppe im tschechischen Riesengebirge
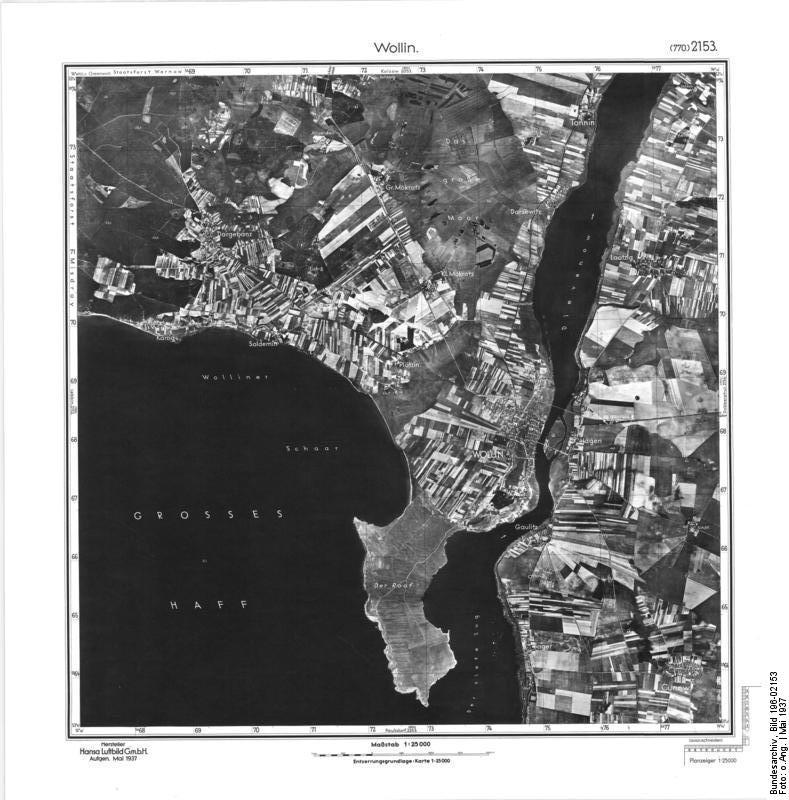
Aufnahme von Wollin, Mai 1937
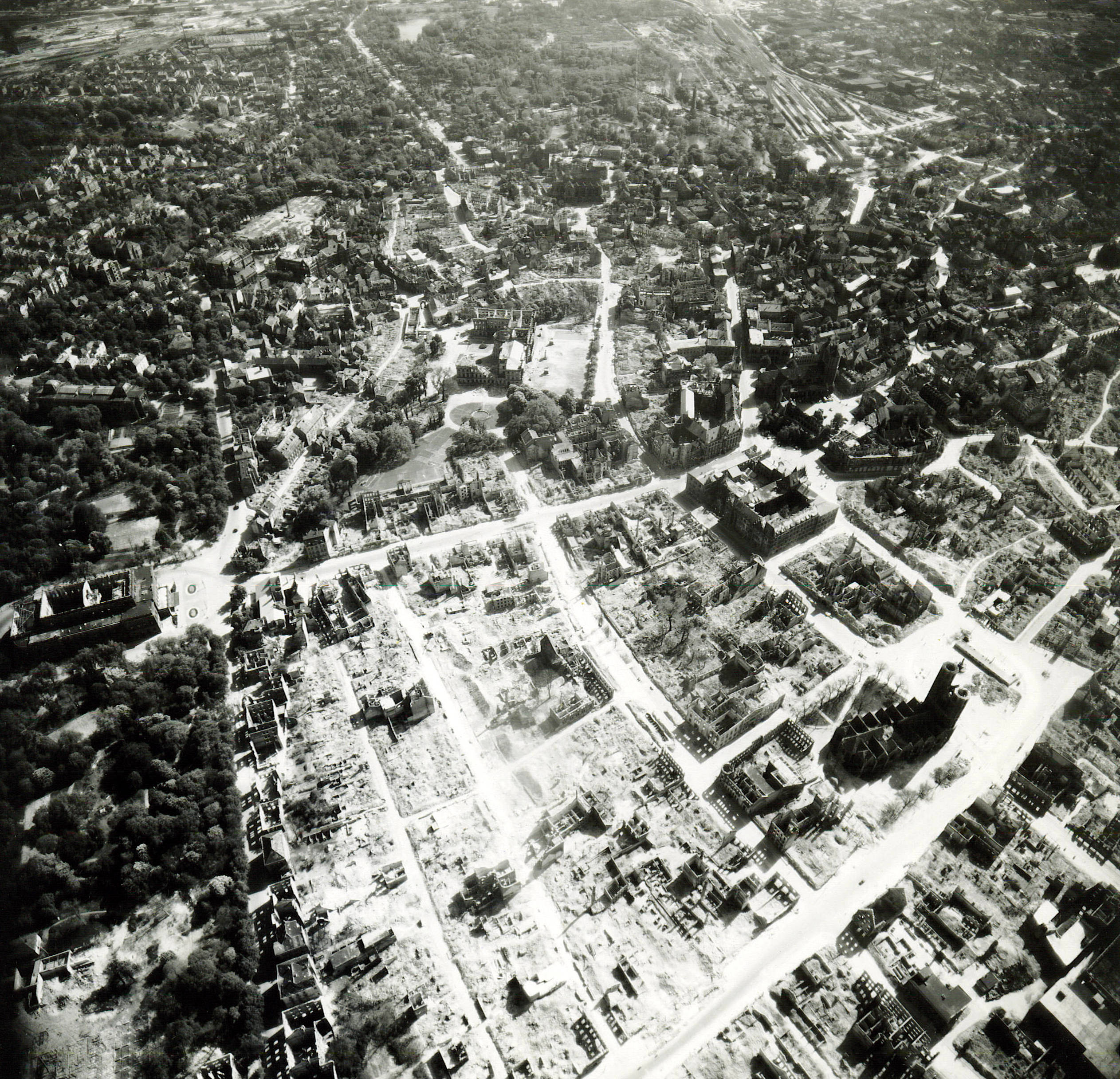
Die großflächig zerstörte Innenstadt von Braunschweig (Luftaufnahme der USAAF vom 12. Mai 1945).

## Befliegung und Auswertung

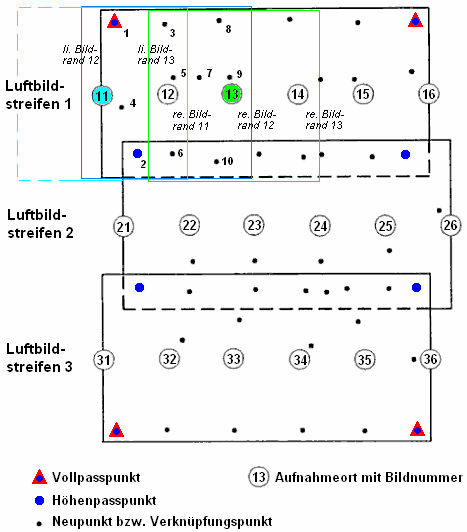
Bildstreifen für den Bildflug

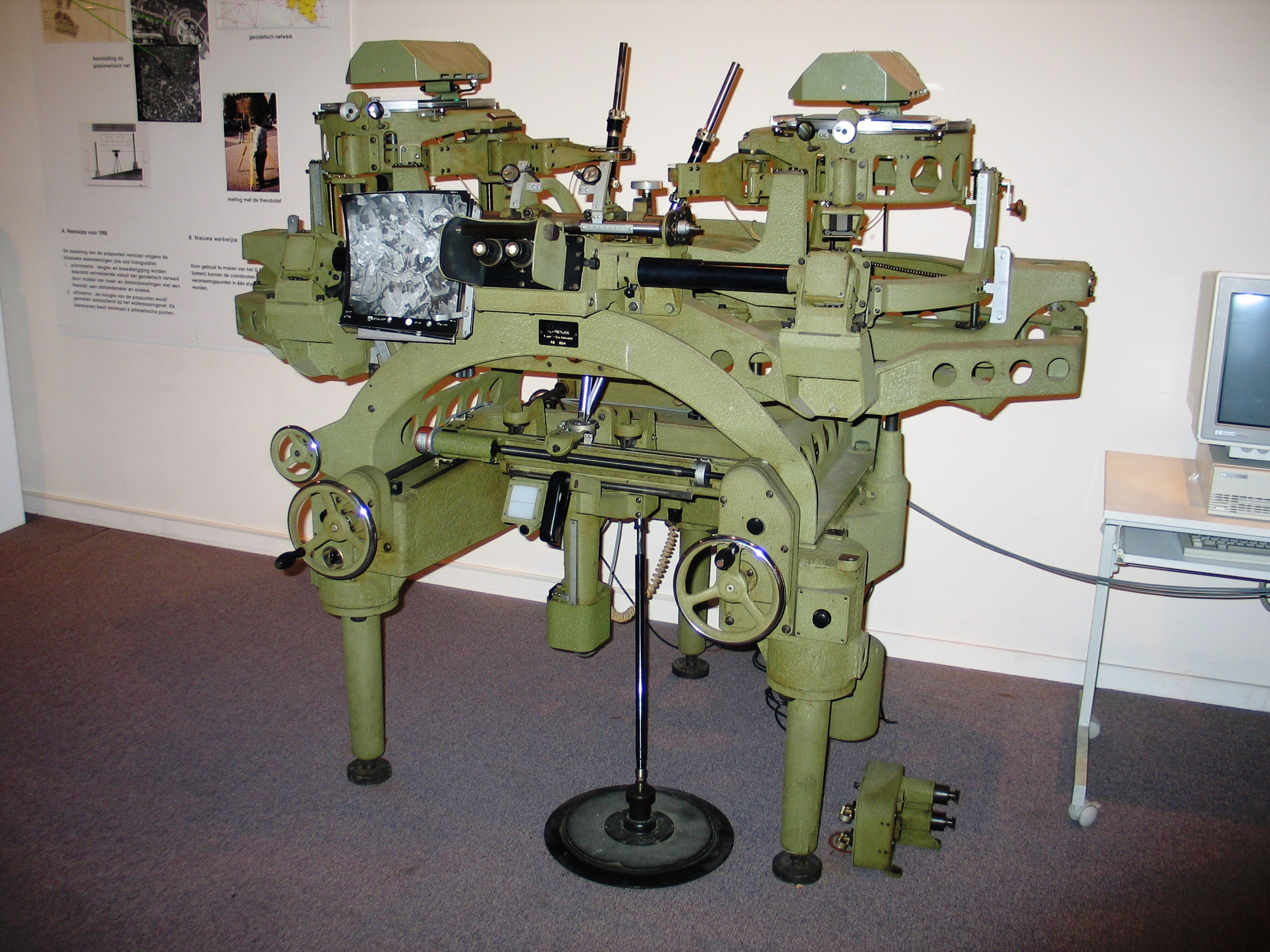
Wild Autograph A8, ein mechanisch-optisches Gerät zur Auswertung von Stereoluftbildpaaren

Entsprechend der vorgesehenen Auswertung von Luftbildern wird die Flugstrecke für einen Bildflug in Lage und Höhe genau geplant. Die Befliegung einer Landschaft erfolgt entweder, um Einzelaufnahmen bestimmter Objekte zu machen, oder um systematisch ein größeres Gebiet zu erfassen. In diesem Fall werden meist parallele Streifen mit 30 bis 70 Prozent Überdeckung der Aufnahmen geflogen.
Die Bilder können als analoge oder digitale Aufnahmen angefertigt werden. Die Auswertung kann analog erfolgen (Einzelbildauswertung oder Stereophotogrammetrie) oder digital mit entsprechender Software. In diesem Fall sind analoge Bilder zuvor mit einem Scanner zu digitalisieren. Damit Luftbilder in einem Geoinformationssystem verwendet werden können, müssen sie zunächst entzerrt werden (Einzelbildentzerrung oder Erstellung eines Orthofotos aus zwei Bildern mit unterschiedlichen Blickwinkeln).
Die Vorteile von Luftbildern zu Satellitenaufnahmen liegen nicht nur in der höheren Auflösung (bis zu 3 cm pro Bildpixel je nach Flughöhe), sondern auch darin, dass man meist wolkenfreie Aufnahmen erhält, da die Flugzeuge im Normalfall unter der Wolkendecke fliegen (Ausnahme: hochfliegende Spionageflugzeuge wie die Lockheed U-2) und genau dann eingesetzt werden, wenn das Wetter geeignet ist, während der Satellit einer festen Umlaufbahn folgt. Satellitenaufnahmen liefern andererseits in regelmäßigen Abständen Bilder der gleichen Region, wodurch Veränderungen der Landschaft über längere Zeiträume dokumentiert werden. Durch die kontinuierliche Beobachtung der Vegetation werden z. B. voraussichtliche Ernteerträge frühzeitig abgeschätzt und diese Informationen auch kommerziell genutzt.
Bei der Verwendung von chemischem Infrarotfilm in Verbindung mit starken Rotfiltern kann leichter Dunst und Nebel durchdrungen werden, da die Infrarotstrahlung von den Wassermolekülen nicht so stark abgelenkt wird wie sichtbares Licht. Hierdurch sind enorme Aufnahmeentfernungen in Seiten- und Schrägsicht möglich.

## Einsatzgebiete
Wichtige Einsatzgebiete der Luftbildfotografie sind z. B.:
- Photogrammetrie
- Vermessung
- Geographie, Geologie und Kartografie
- Spionage und militärische (Luft- und Gelände-) Aufklärung
- Lokalisierung von Blindgängern durch Auswertung von Kriegsluftbildern und Aeromagnetik
- Herstellung von Ansichtskarten und Publikationen
- Werbung
- TV-Berichterstattungen und Dokumentationen
- Verkauf von Luftbildern an Haus- und Firmeneigentümer (vor allem um 1960–1985)
- Stadtplanung und Landschaftsgestaltung
- Bauplanung
- Industrielle Inspektion
- Artenschutz und Pflanzenschutz
- Luftbildarchäologie insbesondere unter Verwendung der Infrarotfotografie

## Luftbildfotografie mit Flugmodellen und unbemannten Luftfahrzeugen

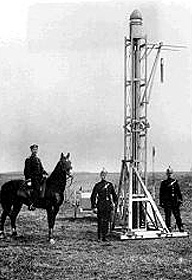
Alfred Mauls Rakete

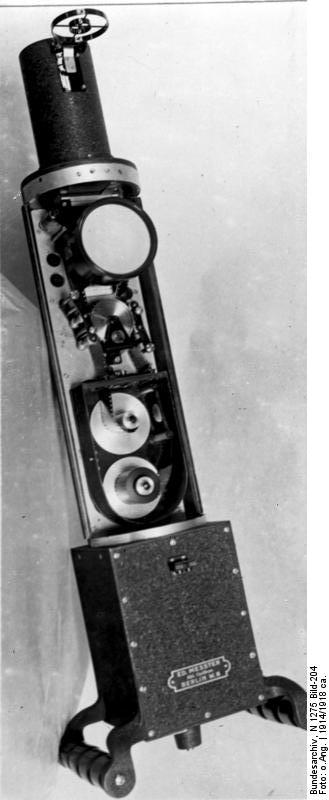
Deutsche „Maschinengewehrkamera“ des Ersten Weltkriegs

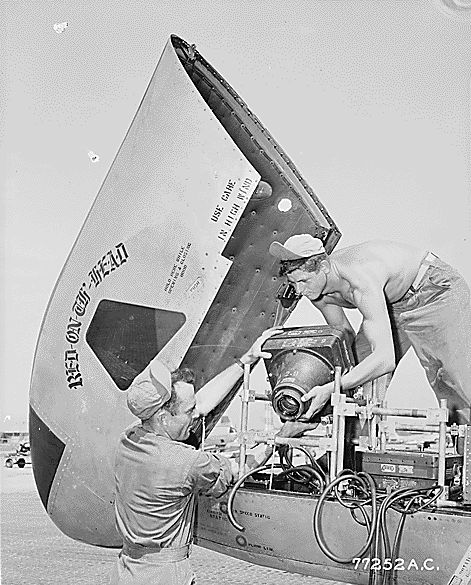
Historische Luftbildkamera K-38 (61 cm Brennweite) in einer Lockheed RF-80A der 15th Tactical Reconnaissance Squadron in Taegu Air Base, 1950

Luftaufnahmen können auch von unbemannten Fluggeräten erstellt werden. Ab 1900 konstruierte Alfred Maul in Dresden eine Rakete mit eingebauter Kamera, die nach ihrem Start einige Luftaufnahmen machen konnte, wobei die Kamera über einen Zeitzünder mit Zündschnur ausgelöst wurde und an einem Fallschirm zur Erde zurückkehrte. Das US-amerikanische Unternehmen Estes Industries vertreibt nach diesem Prinzip konstruierte Modellraketen, die mit in den meisten Ländern der Welt genehmigungsfrei fliegbaren Treibsätzen betrieben werden können. Das „Astrocam“ genannte Gerät besitzt in der Spitze eine Pocketkamera, die beim Auslösen des Fallschirms ein Bild macht. Nur wenn die Astrocam hierbei zum Boden zeigt, gerät das zu fotografierende Motiv, die darunter liegende Gegend, in ihr Blickfeld. Daher ist für das Gelingen etwas Glück nötig, denn der Fotograf hat keinen Einfluss auf das Motiv – es liegt somit eine echte „Luftlomografie“ vor. Seit einiger Zeit gibt es von derselben Firma auch eine Modellrakete mit eingebauter Digitalkamera, die sogenannte Oracle, mit deren Hilfe man mehrere Luftbilder machen kann.
Für militärische Zwecke werden seit den 1930er Jahren Luftaufnahmen zu Aufklärungszwecken von unbemannten, ferngesteuerten Flugzeugen, den sogenannten Drohnen, durchgeführt. Seit einigen Jahren können handliche Exemplare auch von Privatpersonen zur Luftbilderstellung erworben und eingesetzt werden.
Die hobbymäßige Luftbildfotografie mit Flugmodellen erfordert generell sich langsam fortbewegende Geräte; die gängigen sind Modellhubschrauber, Quadrocopter, Motorsegler oder Motordrachen. Mit den modernen, kleinen und leichten Digitalkameras können sowohl Serienaufnahmen als auch Videos aufgenommen werden. Vorzugsweise kommen Kameras mit Weitwinkelobjektiven und sehr kurzen Belichtungszeiten zum Einsatz, um unverwackelte Bilder zu erhalten. Für einige Multikopter gibt es stabilisierte Kameraaufhängungen, sogenannte Gimbals, welche ein absolut wackelfreies Bild gewährleisten. Modellhelikopter, die auch professionelle, schwere Kameras tragen können, sind seit den 1980er Jahren erfolgreich im Einsatz bei Fernseh- und Kinoproduktionen. Die Bedienung dieser Modellhelikopter ist allerdings äußerst schwierig, wofür zusätzlich ein sogenannter Kameraoperator eingesetzt wird.
Bei der Kite Aerial Photography oder kurz KAP wird die Zugkraft eines Drachens genutzt, um eine Kamera in eine erhöhte Position zu befördern. Die Auslösung erfolgt vom Boden aus. Des Weiteren werden ferngelenkte Luftschiffe und unbemannte Fesselballone als Träger für die Erstellung von Luftbildern verwendet. Hier liegen die Vorteile in der Unabhängigkeit von Wind und in der hohen Nutzlast. Als Füllung wird vorwiegend Helium verwendet.

## Rechtliches
In der Bundesrepublik Deutschland galt bis 1990 eine Genehmigungspflicht für Luftbildaufnahmen.
Nach Artikel 37 des 3. Rechtsbereinigungsgesetzes ist diese Genehmigungspflicht für Luftbildaufnahmen entfallen. Allerdings dürfen nach § 109g Abs. 2 des Strafgesetzbuches auch aus Luftfahrzeugen Wehrmittel sowie militärische Vorgänge, Einrichtungen und Anlagen nicht fotografiert werden, wenn dadurch „die Sicherheit der Bundesrepublik Deutschland oder die Schlagkraft der Truppe“ gefährdet wird.
Nach deutschem Recht ist es außerdem nicht zulässig, mittels Aufnahmen aus Flugzeugen oder Helikoptern in die geschützte Privatsphäre einer Person einzudringen, bzw. so gefertigte Aufnahmen ohne Genehmigung der Betroffenen zu veröffentlichen (BGH, Urteil vom 9. Dezember 2003, AZ: VI ZR 373/02, – Luftbildaufnahmen vom Ferienhaus).
Das Bundesministerium für Verkehr, Bau und Stadtentwicklung hat für Luftbildfotografen im Mai 2020 einen Aktionsplan über die Nutzung von unbemannten Luftfahrzeugen veröffentlicht.

## Technische Aspekte

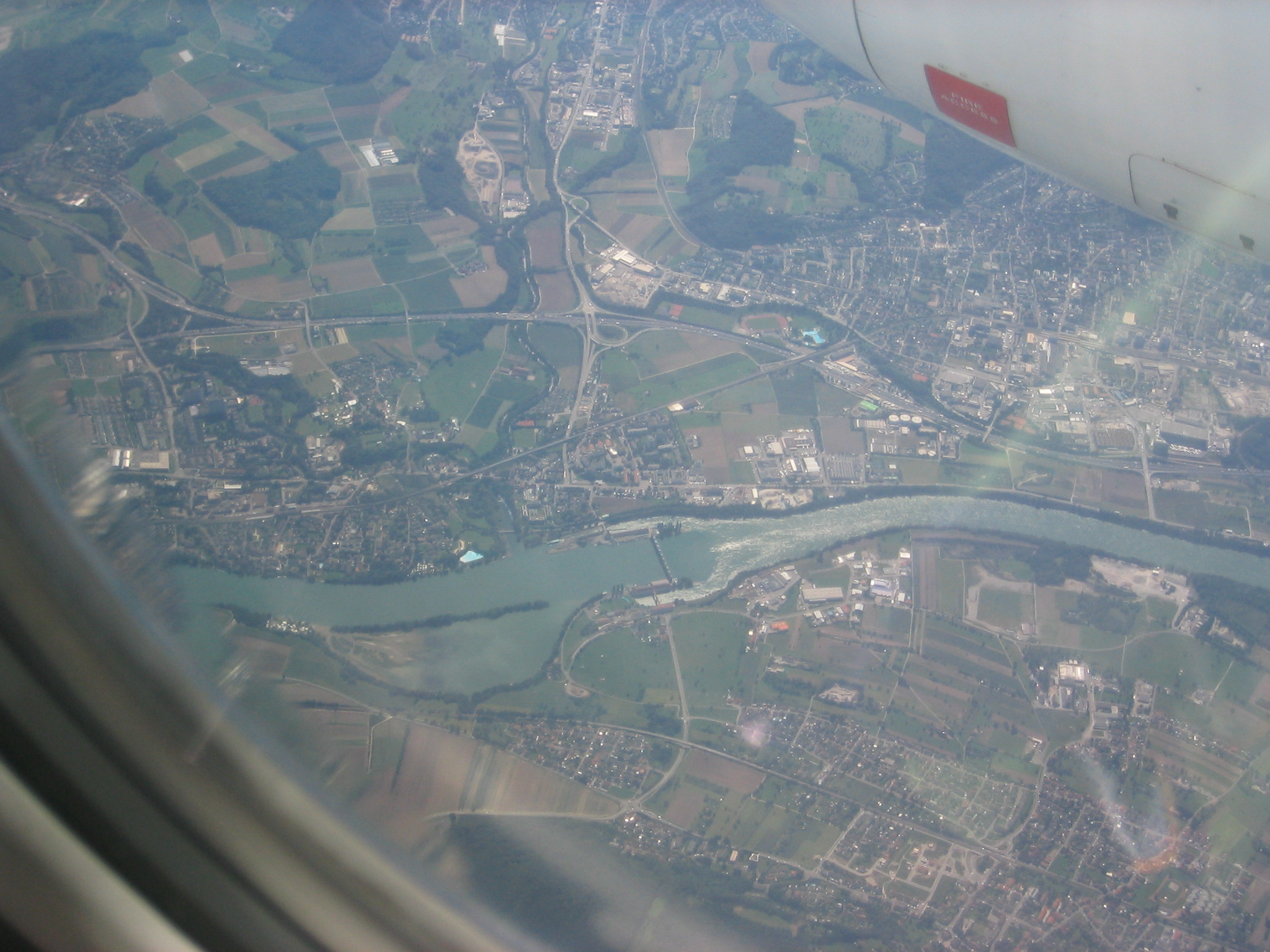
Neben dem Dunst beeinträchtigen in Passagiermaschinen Spiegelungen und Verzerrung im Fensterglas die Bildqualität

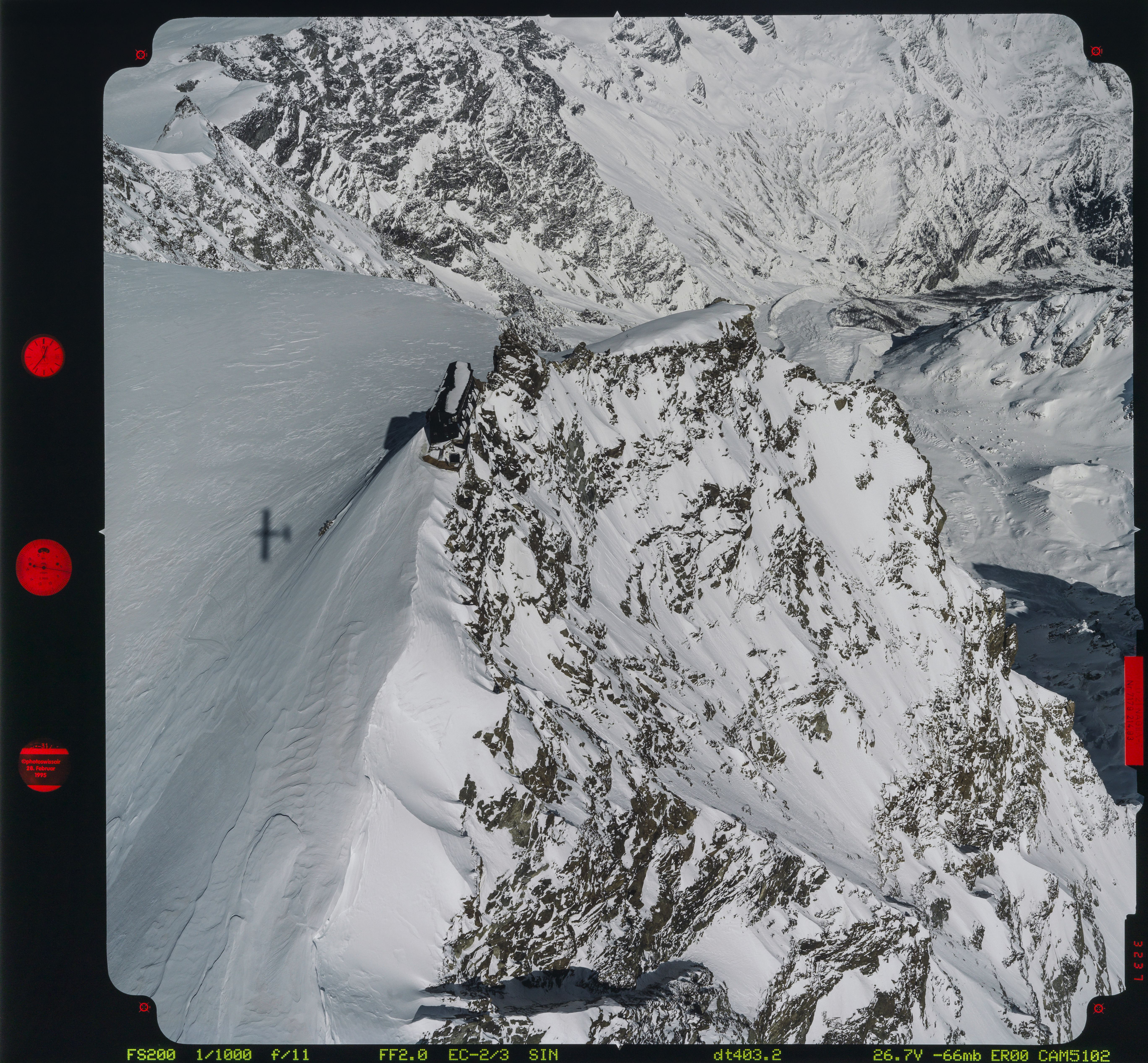
Luftbild (1995) der Margherita-Berghütte auf der 4.554 m hohen Signalkuppe in der Westschweiz. Am linken Rand des 23 × 23 cm großen Diapositivs sind Uhrzeit, Flughöhe, Datum und Ersteller festgehalten, unten und rechts fototechnische Daten.

Je nach Gelände und Art der geforderten Aufnahmen kommt bei der Luftbildherstellung ein Flächenflugzeug, ein Hubschrauber oder ein unbemanntes Fluggerät zum Einsatz. Aufgrund der vergleichsweise hohen Kosten bei Hubschraubereinsätzen ist deren Einsatz bei Auftragsproduktionen oft lokal beschränkt. Sämtliche deutschen überregional operierenden Luftbildfirmen arbeiten daher hauptsächlich mit Kleinflugzeugen. Allerdings sind mittlerweile auch Aufnahmen mit Drohnen immer mehr auf dem Vormarsch, die jedoch an Höhe und Reichweite noch nicht mit der bemannten Luftbildfotografie mithalten können.
Bilder aus fliegenden Passagiermaschinen sind oft enttäuschend, weil sie oft unscharf werden (Beeinträchtigung des Autofokus durch das Fehlen eines Fixpunktes) beziehungsweise eine andere Stimmung wiedergeben, als die, an die man sich erinnert; das kann, abgesehen vom natürlichen Dunst, mit der Beschichtung oder Verschmutzung der Fenster, mit eventuell vorhandenen Zwischenfenstern oder der im Flugzeug herrschenden Beleuchtung zusammenhängen, deren Spiegelungen oder Farbcharakteristik unbeabsichtigt ins Bild miteingehen kann. Auf Fensterplätzen hinter den Triebwerken von Düsenmaschinen kann die Bildqualität durch Hitzeflimmern des Abgasstrahls beeinträchtigt sein.

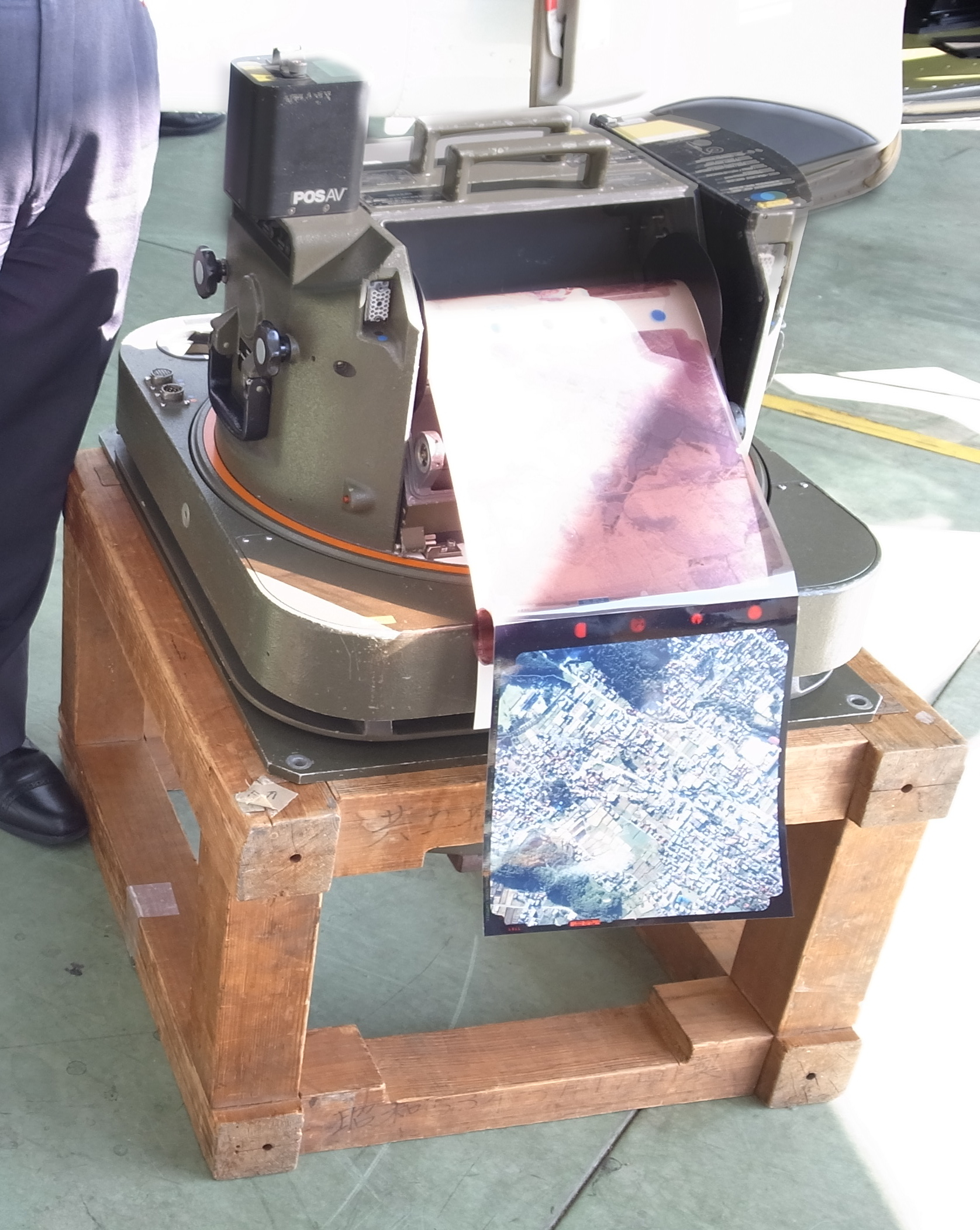
Messbildkamera Leica RC10 mit entwickelter Filmspule

Für die Kartografie kommen traditionell Messbildkameras mit Filmformaten bis zu 23 × 23 cm zum Einsatz, die in speziell eingerichteten Flugzeugen mit Bodenluke gerade nach unten installiert werden. Damit wird das Rohmaterial eingeflogen, aus dem Orthofotos erzeugt werden können. Dazu werden über das zu kartografierende Gebiet Fluglinien gelegt. Das sind parallele Strecken, die – früher von Hand, heute mit Computerunterstützung – so angeordnet sind, dass sich die fotografierten Bereiche je zwei benachbarter Linien sicher an den Kanten überschneiden. Entlang der Linie werden die Auslösepunkte für die Kamera so bestimmt, dass jeweils zwei aufeinanderfolgende Bilder mindestens 50 % gegenseitige Überdeckung aufweisen. Dadurch ist garantiert, dass jeder Punkt am Boden auf mindestens zwei Bildern sichtbar ist, was für die Stereoskopie, also die Bestimmung des Höhenprofils, erforderlich ist. Um die Überdeckung wirklich zu garantieren und Fehler in der Flugzeugnavigation und der Auslösepräzision der Kameras zu kompensieren, wird tatsächlich mit 60 % oder mehr Überdeckung geflogen. Dadurch ergibt sich zusätzlich der Vorteil, dass einige Punkte in drei Bildern sichtbar sind, was bei der Ausrichtung der Bilder für Photogrammetrie und bei der Blocktriangulation die mathematische Stabilität und damit die Genauigkeit erhöht.
Seit etwa dem Jahr 2000 kommen mehr und mehr digitale Großformatkameras und Mittelformatkameras zum Einsatz. Hiermit werden Bodenauflösungen von 5 cm pro Pixel und weniger erreicht. Bei Einsatz von Hubschraubern werden, dank langsamerem und niedrigerem Flug, mit Mittelformatkameras auch höhere Bodenauflösungen bis 1 cm möglich, allerdings werden dann die Bildstreifen sehr schmal und das Befliegen größerer Gebiete auf diese Art nicht mehr wirtschaftlich. Solch hohe Auflösungen werden daher nur sehr lokal isoliert geflogen, zum Beispiel entlang einer Straße oder einer Hochspannungsleitung. Je hügeliger das Gelände ist, desto höher muss außerdem geflogen werden, nicht nur, um nicht unterhalb der erlaubten Mindestflughöhe fliegen zu müssen, sondern auch weil die tatsächlich fotografierte Linienbreite bei ansteigendem Gelände abnimmt, dadurch der Linienabstand abnimmt und die benötigte Zahl der Linien erhöht wird.
Für andere Verwendungszwecke werden neben Luftbildkameras auch Wärmebild-, Infrarot-, Multispektral- und 360-Grad-Kameras sowie Laserscanner eingesetzt. Es gibt auch Systeme, die Laserscanner und Bildkameras im gleichen Gehäuse integrieren. Dies verbessert und beschleunigt die sonst notwendige Triangulation, weil das Höhenmodell direkt nach dem Flug bereitliegt.
Die Kameras werden meist mit einer sogenannten Mount (deutsch Halterung) an das Flugzeug oder den Hubschrauber befestigt. Die Mounts halten die Kamera ruhig und in Waage. Sie stabilisieren entlang von drei verschiedenen Achsen: hoch, längs und quer und ein Dämpfungssystem filtert die hochfrequenten Schwingungen des Propellers oder Triebwerks heraus.

## Bekannte Luftbildfotografen
- Hugo von Abercron (1869–1945)
- Talbert Abrams (1895–1990)
- Ladislaus Almásy (1895–1951)
- Yann Arthus-Bertrand (* 1946)
- Otto Braasch (1936–2021)
- Hans Blossey (* 1952)
- Boris Carmi (1914–2002)
- O. G. S. Crawford (1886–1957)
- Hajo Dietz (* 1958)
- Bernhard Edmaier (* 1957)
- Georg Gerster (1928–2019)
- Robert Grahn (* 1964)
- Gerhard Launer (* 1949)
- Klaus Leidorf (* 1956)
- Walter Mittelholzer (1894–1937)
- Nadar (1820–1910)[17]
- Robert Petschow (1888–1945)
- Antoine de Saint-Exupéry (1900–1944)
- Eduard Spelterini (1852–1931)
- Paul Strähle (1893–1985)
- Fritz Tiedemann (1915–2001)
- Ernst Wandersleb (1879–1963)
- Reimer Wulf (* 1943)

### Zur Technik der Luftbildfotografie
- Adolf Miethe: Bauingenieurwesen, Küstenbefeuerung, Luftbilderkundung. Westermann, Braunschweig 1920 (Die Technik im zwanzigsten Jahrhundert 5).
- Vorschrift D.(Luft) 1102. Anleitung für den Unterricht im Luftbildlesen. 1943.
- Rudi Ogrissek (Hrsg.): Kartenkunde Brockhaus ABC. VEB F. A. Brockhaus, Leipzig 1983.
- Winfried Welzer: Luftbilder im Militärwesen. Militärverlag der DDR, Berlin 1985.
- Ernst A. Weber: Fotopraktikum. Birkhäuser, Basel 1997, ISBN 3-7643-5677-4.

### Zur Geschichte und Überlieferung
- Jörg Albertz: Einführung in die Fernerkundung. Grundlagen der Interpretation von Luft- und Satellitenbildern, 5., aktualisierte Auflage, Darmstadt: WBG (Wissenschaftliche Buchgesellschaft), 2013, ISBN 978-3-534-25863-5 und ISBN 3-534-25863-0
- Bericht über die Förderung des Karten- und Luftbildwesens durch den Rheinischen Provinzialverband vom Landeshauptmann der Rheinprovinz (= Landesplanung der Rheinprovinz, Heft 3), mit dem Anhang Verzeichnis der Luftbildsammlung der Landesplanung der Rheinprovinz, Düsseldorf: Landeshaus, 1935
- Bildflüge in Nordrhein-Westfalen, hrsg. vom Landesvermessungsamt NW., [Bad Godesberg]: Landesvermessungsamt Nordrhein-Westfalen, 1962 ff.
- Bildflüge in der Bundesrepublik Deutschland und in Berlin (West), hrsg. vom Institut für Angewandte Geodäsie, Frankfurt 1953 ff.
- Jürgen Dodt, Hans Walter Borries et al.: Die Verwendung von Karten und Luftbildern bei der Ermittlung von Altlasten. Ein Leitfaden für die praktische Arbeit (mehrteiliges Werk), Düsseldorf: Landesamt für Wasser und Abfall NRW, 1987
- Jürgen Dodt, Andreas Gilsbach, Heinz-Peter Gumpricht: Hinweise für die einzelfallbezogene Erfassung von Verdachtsflächen rüstungs- und kriegsbedingter Altlasten (= Materialien zur Ermittlung und Sanierung von Altlasten, Bd. 9), Hrsg.: Landesumweltamt NRW im Einvernehmen mit dem Ministerium für Umwelt, Raumordnung und Landwirtschaft des Landes Nordrhein-Westfalen, 1994
- Eberhard Fischer: Das Luftbildwesen (= Der Dienst in der Luftwaffe, Bd. 2), mehrteiliges Werk, z. T. bearb. von Felix v. Krempelhuber und Wilhelm Kaupert, Berlin: Bernard & Graefe, 1936 ff.
- Hugo Kasper, Stephan Prager: Die Technik des Luftbildwesen, sowie Das deutsche Luftbildwesen, in: Arbeitsgemeinschaft für Forschung des Landes NW, Heft 97, Köln - Opladen 1961, S. 53–88, 7–52
- Gottfried Konecny, Gerhard Lehmann: Photogrammetrie, 4., völlig neu bearb. Auflage, Berlin; New York: De Gruyter, 1984, ISBN 3-11-007358-7; Inhaltsverzeichnis
- Sigfrid Schneider: Luftbild und Luftbildinterpretation (= Lehrbuch der allgemeinen Geographie, Bd. 11), Berlin, New York: de Gruyter, 1974, ISBN 3-11-002123-4; Inhaltsverzeichnis
- Philipp Vogler: Die deutsche militärische Luftbildaufklärung. Von den Anfängen bis 1945. Hrsg.:  Karlsruher Institut für Technologie. KIT Scientific Publishing, Karlsruhe 2020, ISBN 978-3-7315-0985-1.
- Marco Rasch: Das Luftbild in Deutschland von den Anfängen bis zu Albert Speer. Geschichte und Rezeption des zivilen „Stiefkindes der Luftfahrt“, Wilhelm Fink, Paderborn 2021, ISBN 978-3-7705-6602-0